# Intamin AG
Intamin AG és una empresa amb seu en Wollerau, Suïssa. És un dels dissenyadors i constructors d'atraccions i muntanyes russes més famós del món. La seva primera muntanya russa va ser The Great American Revolution, que es troba al parc Six Flags Magic Mountain, en 1976.

## Productes i tecnologia
Intamin és famós per ser innovador i creatiu amb les seves atraccions. Per exemple va ser una de les primeres companyies a crear un sistema de propulsió magnètica i segueixen sent una de les poques empreses que continuen usant aquest a les seves muntanyes russes. Intamin també va crear el primer sistema de llançament hidràulic, que està sent molt utilitzat ara per catapultar muntanyes russa a velocitats de més de 193 km/h en uns pocs segons abans de pujar fins a altures de vertigen. Furius Bacus en PortAventura va ser el seu últim assoliment i és la coaster més ràpida d'Europa, accelerant els passatgers de 0 a 135 km/h en 3,5 segons.
Intamin és també conegut pels seus hipercoasters (més de 61 metres d'altura) i Gigacoasters (més de 91 m). També són els creadors de les dues úniques Stratacoasters (tota muntanya russa de més de 122 metres d'altura), la Top Thrill Dragster de Cedar Point i Kingda Ca en Six Flags Great Adventure. Dues de les seves muntanyes russes ocupen el segon lloc dels Premis Golden Tiquet, la Millennium Force (gigacoaster) i Superman: Ride of Steel (megacoaster). També són famoses les seves modernes muntanyes russes de fusta, que usant làmines de fusta prefabricada en les vies fan que les seves coasters aconsegueixin aconseguir majors velocitats i que els trens les recorrin d'una manera més suau. Exemples d'això són els seus colossals coasters Balder en Liseberg, Colossos en Heide Park i El Toro en Six Flags Great Adventure.
Un altre nou estil de muntanya russa desenvolupat per Intamin és la Ball Coaster, en la qual els passatgers van a banda i banda de la via, de quatre en quatre. De vegades és classificat erròniament com de la quarta dimensió, perquè els cotxes també fan múltiples girs de 360° independentment de la via. Solament existeixen, actualment, quatre coasters d'aquest tipus: Inferno, a Terra Mítica, Espanya, Kirnu, en Linnanmäki, Finlàndia, Insane, en Gröna Lund, Suècia i Green Lantern: First Flight, en Six Flags Magic Mountain, Califòrnia
Fora dels parcs de diversió, Intamin proporciona sistemes que s'utilitzen tant a les xarxes de transport públic com en llocs d'interès turístic a tot el món.

## Muntanyes russes pioneres d'Intamin AG
- American Eagle. Primera muntanya russa de fusta construïda per Intamin.
- Vertigorama. La més extensa muntanya russa d'acer amb circuit doble al món (1983).
- Tower of Terror. Primera muntanya russa a superar els 90 metres d'altura.
- Superman: The Scape. Primera muntanya russa de circuit no complet a superar els 120 metres d'altura.
- Ride of Steel. Primera megacoaster.
- Millennium Force. Primera gigacoaster.
- Colossus. Primera muntanya russa amb 10 inversions.
- Xcelerator. Primera megacoaster a utilitzar un sistema de llançament hidràulic.
- Top Thrill Dragster. Primera stratacoaster.
- Kingda Ca. Primera muntanya russa a aconseguir els 139 metres d'altura i els 206 km/h.

## Muntanyes russes més famoses d'Intamin AG
- California Screamin en Disney's California Adventure.
- Colossos en Heide Park.
- Colossus en Thorpe Park.
- El Toro en Six Flags Great Adventure.
- Expedition GeForce en Holiday Park.
- Furius Baco en Port Aventura.[2]
- Indiana Jones i el temple del perill a Disneyland París.[3]
- iSpeed en Mirabilandia.
- Kingda Ka a Six Flags Great Adventure.[4]
- Millennium Force en Cedar Point.
- Maverick en Cedar Point.
- Stealth en Thorpe Park.
- Superman: Ride of Steel.
- Top Thrill Dragster en Cedar Point.
- Tower of Terror en Dreamworld.
- Wicked Twister en Cedar Point.
- Xcelerator en Knott's Berry Farm.